# Frans Maria Luitpold van Beieren
Frans Maria Luitpold van Beieren (Starnberg, 10 oktober 1875 - aldaar, 25 januari 1957), was een Beierse prins uit het huis Wittelsbach.
Hij was het vierde kind en de tweede zoon van de Beierse koning Lodewijk III en diens vrouw Maria Theresia Henriëtte van Oostenrijk-Este.
Frans Maria nam dienst bij de Beierse infanterie. Hij was daar aanvankelijk onderofficier, maar tijdens de Eerste Wereldoorlog kreeg hij het commando over het tweede Beierse infanterieregiment Kronprinz. Op 24 mei 1916 was hij betrokken bij de Duitse inname van Fort Douaumont. Even daarna kreeg hij het commando over het vierde infanterie-regiment en behaalde daarmee overwinningen in de slagen bij Passendale (1917) en de Kemmelberg (1918). In de laatste dagen van de oorlog werd zijn regiment nog ingezet bij veldslagen in het noorden van Italië. Voor zijn inspanningen in de oorlog, werd hij onderscheiden met de Militaire Max Joseph-Orde.
Op 8 juli 1912 trouwde hij met Isabella van Croÿ. Het paar kreeg de volgende kinderen:
- Lodewijk Karel (22 juni 1913 - 17 oktober 2008)
- Maria Elisabeth (9 september 1914 - 13 mei 2011)
- Adelgunde Maria van Beieren (9 juni 1917 - 20 september 2004)
- Eleonore Maria (11 september 1918 - 19 augustus 2009)
- Dorothea Therese (25 mei 1920 - 5 juli 2015[1])
- Rasso (24 mei 1926 - 14 september 2011)

## Militaire loopbaan
- Leutnant: 1 november 1891[2]
- Oberleutnant: 10 maart 1899[2]
- Hauptmann: 9 maart 1902[2]
- Major: 7 juli 1907[2]
- Oberstleutnant: 3 maart 1911[2]
- Oberst: 23 januari 1913[2]
- Generalmajor: 10 september 1914[2]

## Onderscheidingen
Beieren
- Militaire Max Joseph-Orde
  - Commandeur op 26 april 1918[2]
  - Ridder op 25 mei 1916[2]
- Orde van Militaire Verdienste
  - Ster zonder vlammen maar met zwaarden
  - Kruis der Tweede Klasse met zwaarden
  - Kruis der Derde Klasse met kroon

Pruisen
- Orde van de Zwarte Adelaar
- IJzeren Kruis 1914, 1e klasse en 2e klasse
- Pour le Mérite op 16 mei 1918[3][2]
- Kruis der Tweede klasse in de Kroonorde met Ster en Zwaarden
- Huisorde van Hohenzollern
  - 1e klasse met Zwaarden
  - 1e klasse
- Gewondeninsigne 1918 in zwart

Andere Duitse staten
- Groothertogdom Baden: Orde van Trouw
- Hertogdom Brunswijk: Kruis voor Militaire Verdienste, 2e klasse
- Groothertogdom Hessen: Ludwigsorde
- Vorstendom Lippe: Oorlogskruis voor heldendaden
- Koninkrijk Saksen: Orde van de Kroon van Wijnruit
- Hertogdom Saksen-Altenburg, Hertogdom Saksen-Coburg en Gotha en Hertogdom Saksen-Meiningen: Grootkruis in de Saksisch-Ernestijnse Huisorde
- Koninkrijk Württemberg: Grootkruis in de Kroonorde

Andere landen
- Oostenrijk-Hongarije: Orde van het Gulden Vlies
- Oostenrijk-Hongarije: Grootkruis in de Orde van de Heilige Stefanus
- Oostenrijk-Hongarije: Kruis voor Militaire Verdienste, 2e klasse met Oorlogsdecoratie
- Ottomaanse Rijk: Medaille van de Orde van de Eer in goud met Zwaarden
- Ottomaanse Rijk: IJzeren Halve Maan
- Ottomaanse Rijk: Orde van Osmanie, 1e klasse

- Gemeinsame Normdatei: 117420980
- Virtual International Authority File: 8165072
- WorldCat: E39PBJpyqvQVwxYdkk6W8WcByd